# Hydromanicus dorianus
Hydromanicus dorianus är en nattsländeart som beskrevs av Navás 1933. Hydromanicus dorianus ingår i släktet Hydromanicus och familjen ryssjenattsländor. Inga underarter finns listade i Catalogue of Life.